# فریدریش فون لفلهولتس
فریدریش فون لفلهولتس (انگلیسی: Friedrich von Löffelholz; ۷ مارس ۱۹۵۵ – ۲ اکتبر ۲۰۱۷) دوچرخه‌سوار اهل آلمان بود.